# ولسوالی مقر (ولایت بادغیس)
مقر یکی از وُلُسوالی‌های ولایت بادغیس در شمال باختری افغانستان است. جمعیت آن در سال ۱۳۹۸ خورشیدی، ۲۶٬۳۷۵ نفر اعلام شده‌است. این شهر بین ولسوالی‌های آب کمری از شرق، قلعه‌نو در جنوب، قادس در جنوب شرقی و بالامرغاب در شمال شرقی قرار دارد. در شمال مرز ملی با ترکمنستان است.